# 大塩ダム
大塩ダム（おおしおダム）は群馬県富岡市に建設されたダムで、高さ31.9メートルのアースダムである。ダム湖（人造湖）の名は大塩湖（おおしおこ）という。
群馬県甘楽郡下仁田町、一級河川・利根川水系南牧川に南牧頭首工を建設し、そこで取り入れた水を鏑川右岸の国営南1号幹線で大塩ダムに送水、さらに国営南2号幹線で高崎市と藤岡市との境の竹沼ダムにも送水し、これらの施設から富岡市・甘楽郡甘楽町・高崎市・藤岡市の農地へ配水している。

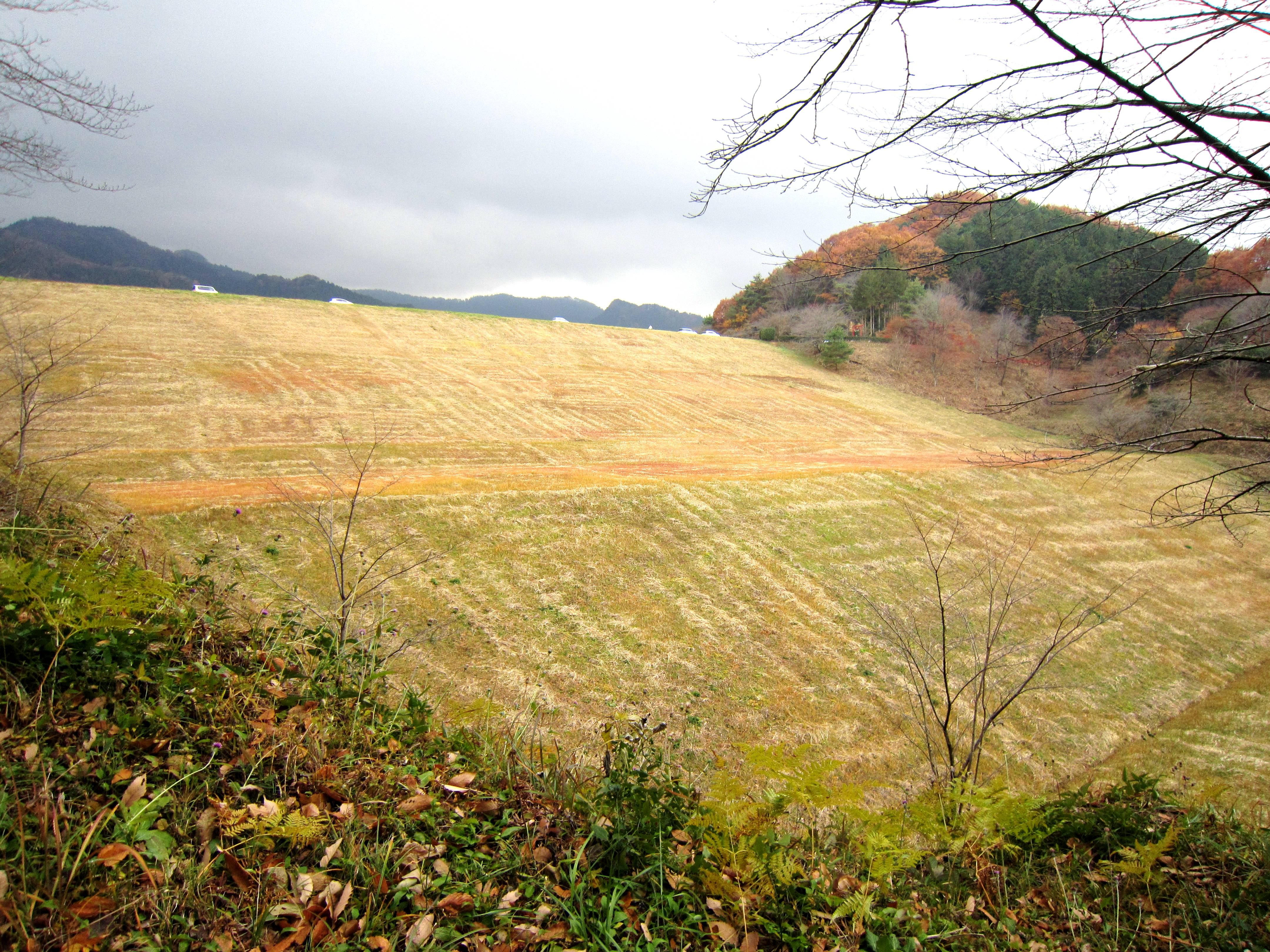
大塩ダム
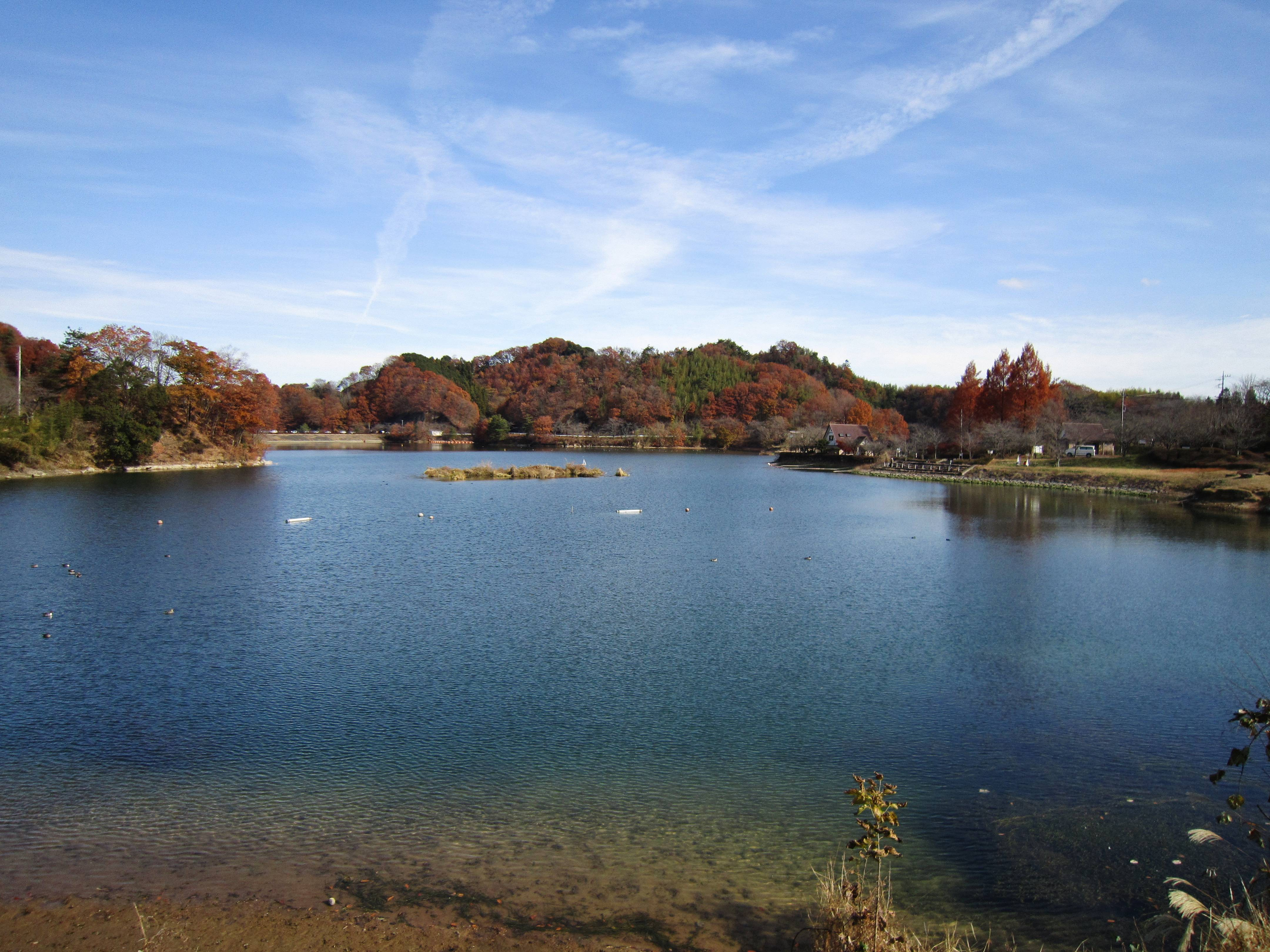
大塩湖
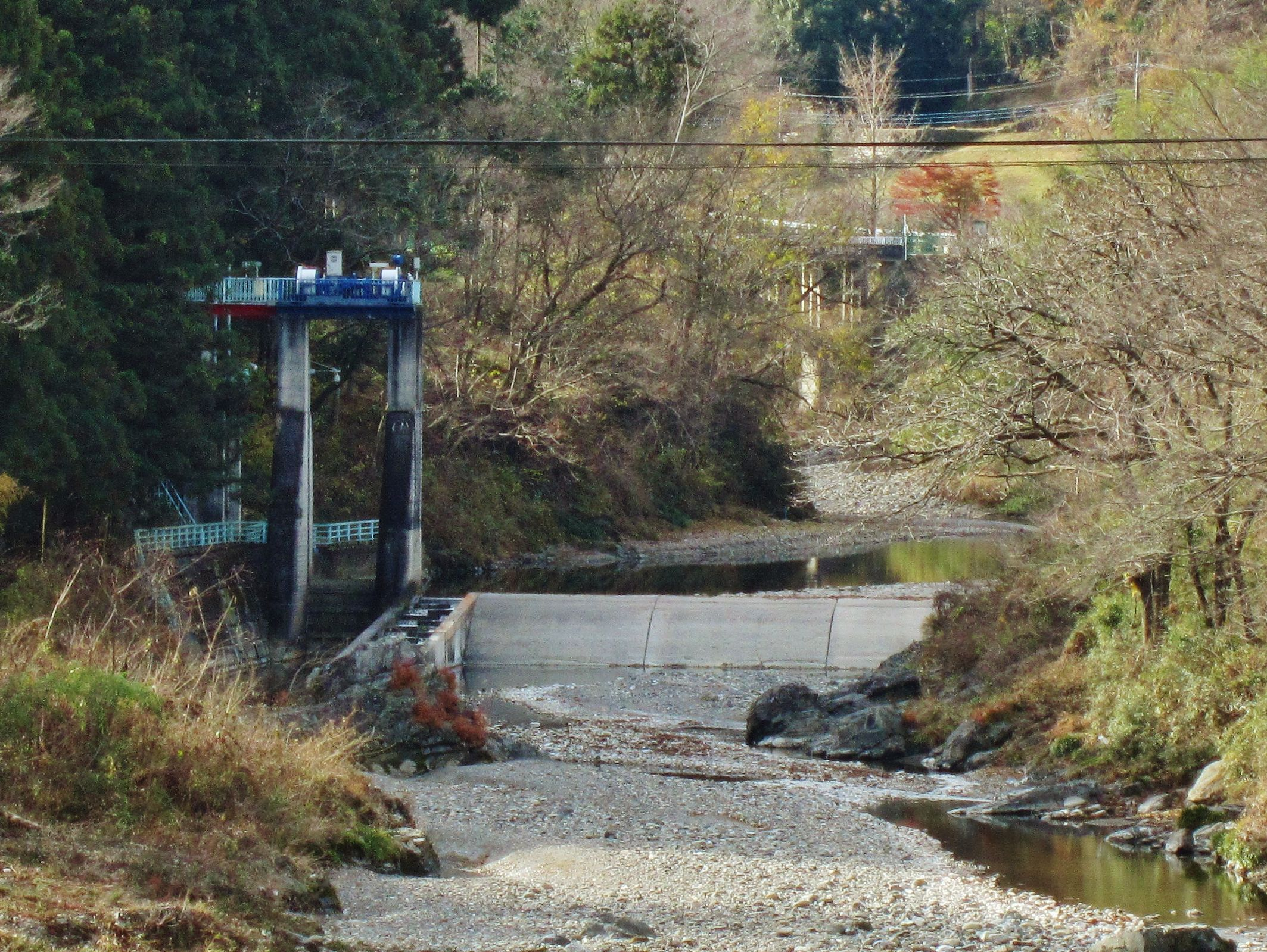
南牧頭首工（下仁田町）
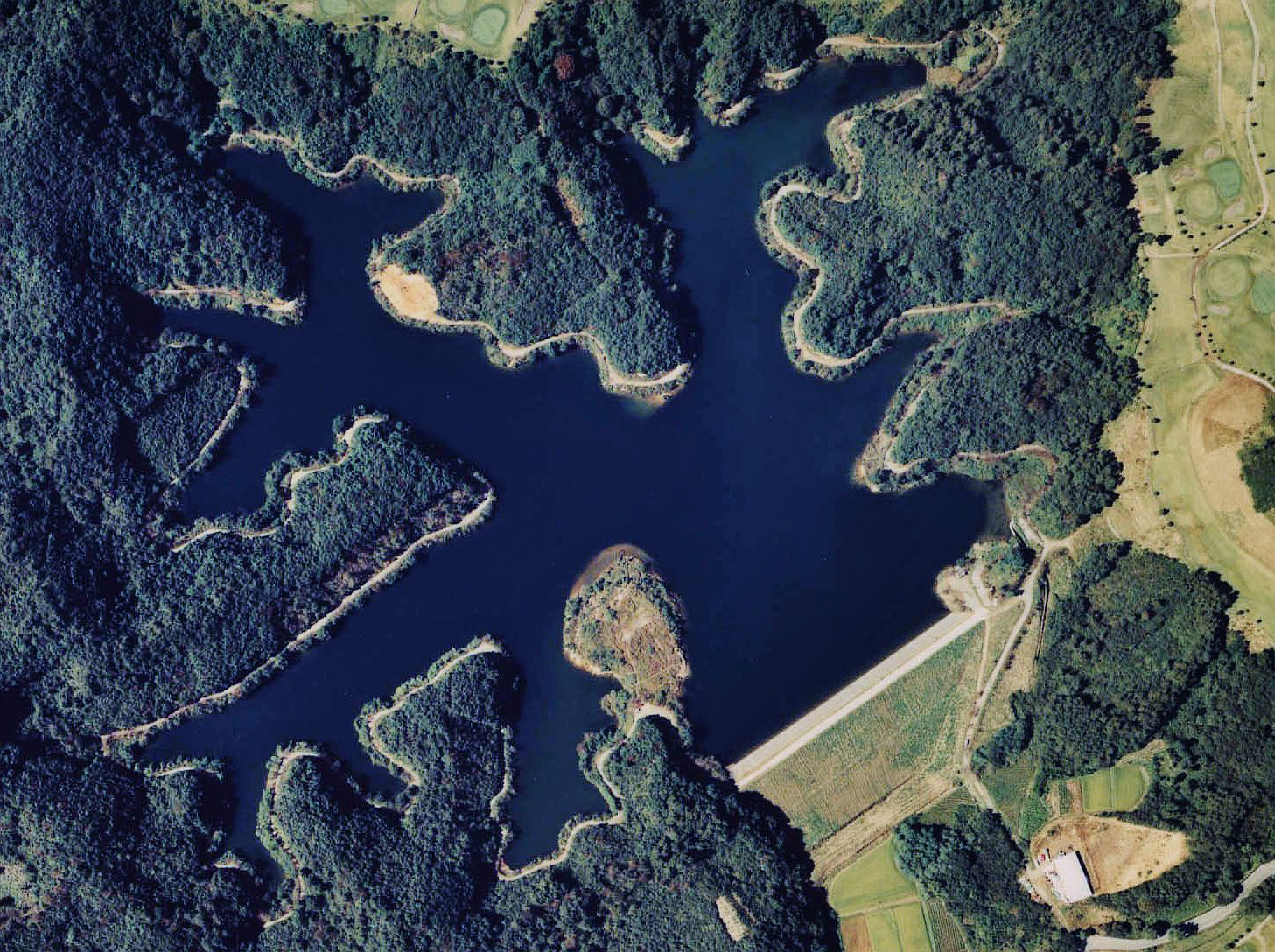
竹沼ダム[3]（高崎市・藤岡市）